# Двадесет хиљада миља под морем
Двадесет хиљада миља под морем (фр. Vingt mille lieues sous les mers) је научнофантастично-авантуристички роман француског писца Жила Верна.
Роман је испрва објављиван у наставцима од марта 1869. до јуна 1870. у двонедељном часопису Magasin d'éducation et de récréation. Делукс октаво издање, објављено у новембру 1871, укључивало је 111 илустрација Алфонса де Невила и Едуара Риуа. Књига је наишла на позитиван пријем критичара, који је задржала до данашњег дана; сматра се једним од најистакнутијих авантуристичких романа и једним од Вернових најбољих дела, заједно са Путем око света за осамдесет дана и Путем у средиште Земље. Вернов приказ подводног брода капетана Нема, Наутилуса, сматра се испред свог времена, јер тачно описује многе карактеристике данашњих подморница, које су 1860-их биле релативно примитивна пловила.
Жил Верн је видео модел француске подморнице Плонжер на Светској изложби у Паризу 1867. године, што га је инспирисало приликом писања романа.

## Наслов
Наслов се односи на раздаљину пређену под различитим морима: 20.000 метричких лига (80.000 километара, преко 40.000 наутичких миља), скоро више од обима Земље.

## Ликови
- Професор Пјер Аронакс − приповедач приче; предавач у музеју Природних наука у Паризу, позван у ову авантуру захваљујући репутацији стеченој написаном књигом под називом Мистерије океанских дубина.
- Нед Ланд − не дели квалитете професора Аронакса, темпераментан и врло једноставан човек. Жали за копном и својим домом кроз читаво путовање и жели да побегне иако је и сам био фасциниран авантуром у којој се нашао.
- Консеј − асистент и слуга професора Аронакса и врло лојална особа. Веран својим начелима и вешт са рукама. Више пута током авантуре угрожава себе да би помогао људима до којих му је стало.
- Капетан Немо − капетан Наутиулуса о чијој прошлости се не зна скоро ништа. Нанесене неправде су од научника и инжењера створиле тешку и мрачну особу неповерљиву према људима.

## Радња
Током 1866. године, бродови различитих држава почињу да виде мистериозно морско чудовиште, за које се претпоставља да је џиновски нарвал. Влада Сједињених Америчких Држава окупља експедицију у Њујорку да пронађе и уништи чудовиште. Професор Пјер Аронакс, француски морски биолог и приповедач приче, у то време је у граду и добија позив у последњем тренутку да се придружи експедицији. Канадски китоловац и харпунаш Нед Ланд, као и Аронаксов верни слуга Консеј, такође су међу члановима експедиције.
Експедиција напушта Бруклин на фрегати америчке морнарице Абрахам Линколн, а затим путује на југ око рта Хорн у Тихи океан. Након петомесечне потраге која се завршила код Јапана, фрегата лоцира и напада чудовиште, које оштећује кормило брода. Аронакс и Ланд су бачени у море, а Консеј скаче у воду за њима. Они преживљавају тако што се пењу на „чудовиште”, које је, како су запањени открили, футуристичка подморница. Они чекају на палуби брода до јутра, када бивају ухваћени и представљени мистериозном конструктору и команданту подморнице, капетану Нему.
Остатак романа описује авантуре протагониста на броду Наутилус, који је изграђен у тајности и који сада лута морима ван домашаја копнених влада. У самонаметнутом егзилу, капетан Немо изгледа има двоструку мотивацију — потрагу за научним сазнањима и жељу да побегне од земаљске цивилизације. Немо објашњава да његова подморница функционише на електрични погон и да може да спроводи напредна истраживања мора; он такође говори својим новим путницима да тајно постојање подморнице значи да их не може пустити да оду – морају трајно остати на броду.
Они посећују многе океанске регионе (неки од њих стварно постоје, док су други фиктивни). Путници виде коралне формације, потопљена пловила из битке код залива Виго, ледену баријеру Антарктика, трансатлантски телеграфски кабл и легендарно подводно острво Атлантиду. Они чак путују на Јужни пол и по повратку бивају заробљени преврнутим леденим брегом, заглављени у леденом појасу из којег су принуђени да се ископају. Путници такође облаче ронилачка одела, лове ајкуле и другу морску фауну ваздушним оружјем у подводним шумама острва Креспо и присуствују подводној сахрани члана посаде који је погинуо током мистериозног судара који је доживео Наутилус. Када се подморница врати у Атлантски океан, јата гигантских лигњи нападају брод и убијају другог члана посаде.
Касније странице романа сугеришу да је капетан Немо отишао у подморско изгнанство након што је његова домовина освојена и његова породица поклана од стране моћне империјалистичке нације. Након епизоде са гигантским лигњама, Немо углавном избегава Аронакса, који почиње да стаје на страну Неда Ланда. На крају, Наутилус напада ратни брод мистериозне државе која је Нему нанела толику патњу. У потрази за осветом, Немо — кога Аронакс назива „арханђелом мржње” — напада брод испод воде и шаље га на морско дно, на велики професоров ужас. После тога, Немо клечи пред портретом своје покојне жене и деце, а онда тоне у дубоку депресију.
Околности на подморници се драстично мењају: више се не држе страже, а брод бесциљно лута. Нед постаје толико повучен да се Консеј плаши за харпунашев живот. Једног јутра, он објављује да је копно на видику и да имају прилику да побегну. Професор Аронакс је више него спреман да напусти капетана Нема, који га сада ужасава, али га и даље инспирише. Плашећи се да би Немово присуство могло да ослаби његову одлучност, избегава контакт са капетаном. Пре њиховог одласка, професор прислушкује Нема и чује га како мучно виче: „О свемогући Боже! Доста! Доста!”. Аронакс се одмах придружује својим сапутницима док спроводе своје планове за бекство, али приликом укрцавања на чамац подморнице, схватају да је Наутилус наизглед залутао у најсмртоноснији океански вртлог, Малстрем. Они беже и налазе уточиште на острву крај норвешке обале. Коначна судбина подморнице остала је непозната све до догађаја романа Тајанствено острво.

## Теме
Претпостављено име капетана Нема подсећа на Хомерову Одисеју, када Одисеј наилази на монструозног Киклопа Полифема током својих лутања. Полифем пита Одисеја како се зове, а Одисеј одговара да је његово име Оути (Οὖτις) „нико”, преведено на латински као Немо. Попут капетана Нема, Одисеј лута морима у изгнанству (иако само 10 година) и на сличан начин тугује због трагичне смрти своје посаде.
У роману се више пута помиње командант америчке морнарице Метју Фонтејн Мори, океанограф који је истраживао ветрове, мора и струје, сакупљао узорке из дубина и мапирао светске океане. Мори је био међународно познат, а Верн је можда знао за његово француско порекло.
Роман алудира на друге Французе, укључујући Лаперуза, прослављеног истраживача чија су два ратна слупа нестала током путовања око света; Жила Димона д'Ирвила, каснијег истраживача који је пронашао остатке једног од Лаперузових бродова; и Фердинанда де Лесепса, градитеља Суецког канала и нећака јединог преживелог Лаперузове несрећне експедиције. Наутилус иде стопама ових људи: посећује воде где су нестала Лаперузова пловила; улази у Торесов мореуз и ту се насукава, као и д'Ирвилов брод, Астролаб; и пролази испод Суецког канала кроз фиктивни подводни тунел који спаја Црвено са Средоземним морем.
У вероватно најпознатијој епизоди романа, бици са јатом џиновских лигњи, једно од чудовишта хвата једног члана посаде. Осврћући се на битку у следећем поглављу, Аронакс пише: „Да би се пренели такви призори, било би потребно перо нашег најчувенијег песника, Виктора Игоа, аутора Работника на мору.” Бестселер роман из Верновог доба, Работници на мору такође укључује претећег главоношца: радник се бори са хоботницом, за коју критичари верују да је симбол индустријске револуције. Свакако је на Верна утицао Игоов роман, и, пишући ову варијацију о сусрету са хоботницом, можда је намеравао да симбол такође узме у обзир Револуције 1848.
Други симболи и теме изазивају савремене критичаре. Маргарет Драбл, на пример, тврди да је Верново ремек дело такође антиципирало еколошки покрет и утицало на француске авангардне слике. Што се тиче додатних мотива у роману, капетан Немо се више пута бори за прогоњене и потлачене у свету. Док је био у водама Средоземног мора, капетан пружа финансијску подршку побуњеницима који су се одупирали отоманској власти током Критске побуне 1866–1869, доказујући професору Аронаксу да није прекинуо све односе са човечанством. У једној другој епизоди, Немо спасава индијског рониоца бисера од напада ајкуле, а затим му даје кесицу пуну бисера, више него што је човек могао да прикупи након година свог опасног посла. Немо касније примећује да ронилац, родом из британске Индије, „живи у земљи потлачених”.
Роман има политички коментар наговештен у лику и позадини самог капетана Нема. Немо каже професору Аронаксу: „Тај Индијанац, господине, становник је потлачене земље; а ја сам још увек, и бићу, до последњег даха, један од њих!” У почетним нацртима романа, мистериозни капетан је био пољски племић, чију су породицу и домовину поклале руске снаге током пољског јануарског устанка 1863. године. Међутим, ове специфичности су потиснуте у фазама уређивања на инсистирање Верновог издавача Пјер-Жила Ецела, за кога данашњи стручњаци верују да је одговоран за многе модификације Вернових оригиналних рукописа. У то време Француска је била наводни савезник Руске Империје, па је Ецел захтевао да Верн потисне идентитет Немовог непријатеља, не само да би избегао политичке компликације већ и да би спречио мању продају уколико се роман појави у руском преводу. Стога професор Аронакс никада не открива Немово порекло.
Чак и тако, остаје један траг од првобитне концепције романа, детаљ који је Ецелу можда промакао: његова алузија на неуспешну побуну под пољским херојем Тадеушом Кошћушком, вођом устанка против руске и пруске контроле 1794. године; Кошћушко је оплакивао претходни пораз своје земље латинским узвиком Finis Poloniae! („Пољске више нема!”).
Пет година касније, и поново на Ецелово инсистирање, Капетан Немо је враћен за још један Вернов роман Тајанствено острво. Писац мења капетанову националност из пољске у индијску, претварајући га у измишљеног потомка Типу Султана, истакнутог владара Мајсора који се борио против Британске источноиндијске компаније у Англо-мајсорским ратовима. Тако је Немов неименовани непријатељ претворен у традиционалног француског антагонисту, Британску империју. Рођен као индијски аристократа, принц Дакар, Немо је учествовао у великом устанку из 19. века, Индијској побуни 1857. године, коју су Британци на крају угушили. Након што су његову породицу убили Британци, Немо је побегао испод мора, а затим се коначно поново појавио на завршним страницама каснијег романа.
Верн је преузео име Наутилус од једне од најранијих успешних подморница, коју је 1800. године изградио Роберт Фултон, који је такође изумео први комерцијално успешан пароброд. Фултон је своју подморницу назвао по морском мекушцу, коморном наутилусу. Као што је горе наведено, Верн је такође проучавао модел новоразвијене подморнице Плонжер француске морнарице на Светској изложби у Паризу 1867. године, што га је водило у развоју Наутилуса из романа.
Ронилачка опрема коју користе путници на Наутилусу представљена је као комбинација два постојећа система: 1) површински снабдевено одело, које је снабдевано кисеоником са обале преко цеви; 2) каснији, самостални апарат који су дизајнирали Беноа Рукерол и Огуст Денаруз 1865. године. Њихов проналазак је имао резервоаре причвршћене на полеђину, који су снабдевали ваздухом маску за лице преко првог познатог регулатора потражње. Ронилац није пливао већ је ходао усправно преко морског дна. Овај уређај се звао аерофор (грчки за „носач ваздуха”). Његови резервоари за ваздух могли су да издрже само тридесет атмосфера, међутим Немо тврди да би његова футуристичка адаптација могла да прође много боље: „Наутилусове пумпе омогућавају ми да складиштим ваздух под значајним притиском... моја ронилачка опрема може да обезбеди ваздух за дисање девет или десет сати.”
Верн се вратио теми капетана подморнице одметника у својој много каснијој књизи Поздрав застави (1896). Главни негативац овог романа, Кер Караје, једноставно бескрупулозни је гусар који делује искључиво ради личне користи, потпуно лишен спасоносне милости која је капетану Нему дала одређену племенитост карактера.
Опис подморског истраживања је био револуционаран за време романа, баш као и идеје у осталим Верновим делима тог доба.